# Tsukasa Hirota

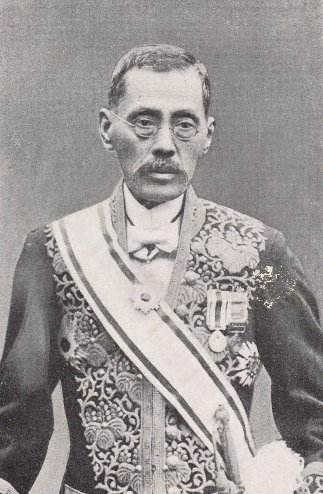
Fotografia przedstawiająca Tsukasa Hirote zdjęcie zostało wykonane w roku 1928 w Tokio

Tsukasa Hirota (ur. 1 czerwca 1859 w Kōchi, zm. 27 listopada 1928 w Tokio) – japoński lekarz pediatra, pierwszy profesor pediatrii na Cesarskim Uniwersytecie Tokijskim.
Ukończył studia w 1880 roku, w 1881 otrzymał tytuł igaku hakushi. Od 1889 do 1921 na katedrze pediatrii Cesarskiego Uniwersytetu Tokijskiego. Zajmował się m.in. chorobą beri-beri u niemowląt. W 1892 roku założył Japońskie Towarzystwo Pediatryczne.